# Walterskirchen (Paunzhausen)

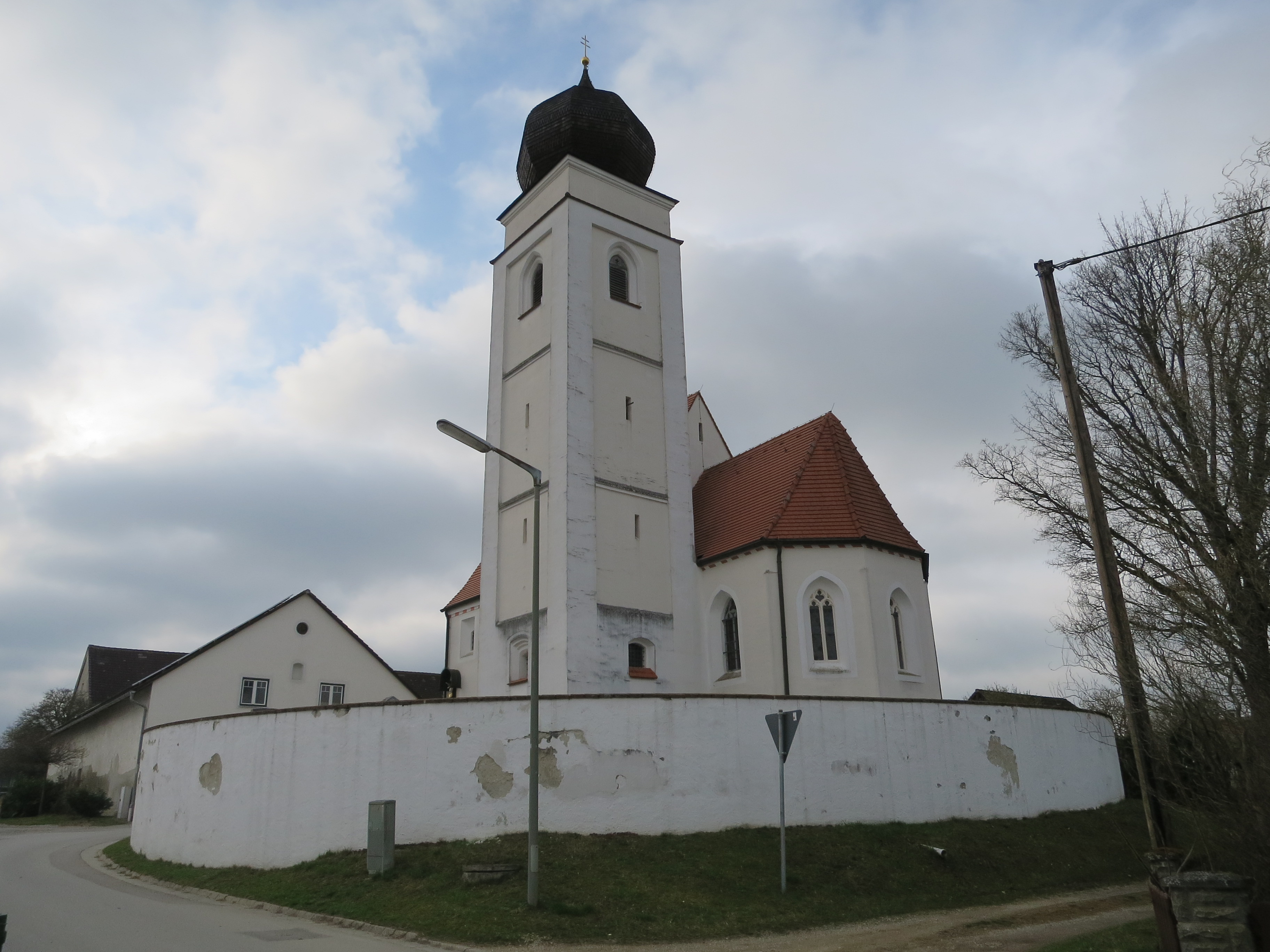
Die Filialkirche Hl. Dreifaltigkeit

Walterskirchen ist ein Kirchdorf und Gemeindeteil der Gemeinde Paunzhausen im Landkreis Freising, Bayern.

## Geschichte
Erstmals wird Walterskirchen in einer Urkunde im Jahr 817 erwähnt. Eine Ortskirche wurde im Jahr 819 von Bischof Hitto von Freising geweiht. Die heutige katholische Filialkirche Hl. Dreifaltigkeit ist ein spätgotischer ursprünglich unverputzter Backsteinbau, der Turm mit barocker Zwiebelhaube des späten 17. Jahrhunderts. Durch das bayerische Gemeindeedikt kam Walterskirchen 1818 zur Gemeinde Paunzhausen. Der Ort feierte im Jahr 2017 sein 1200-jähriges Jubiläum.